# 塞拉尼略斯-德尔巴列
塞拉尼略斯-德尔巴列，是西班牙马德里自治区的一个市镇。总面积13平方公里，总人口1759人（2001年），人口密度135人/平方公里。